# Malvik
Gmina Malvik (norw. Malvik kommune) – norweska gmina leżąca w okręgu Trøndelag. Jej siedzibą jest Hommelvik.
Malvik jest 350. norweską gminą pod względem powierzchni.

## Demografia
Według danych z roku 2020 gminę zamieszkuje 14 334 osób. Gęstość zaludnienia wynosi 88,55 os./km². Pod względem zaludnienia Malvik zajmuje 91. miejsce wśród norweskich gmin.
| ludność stan na 4. kwartał 2020 |         |           |        |
|                                 | kobiety | mężczyźni | razem  |
| osób                            | 7039    | 7295      | 14 334 |
| %                               | 49,10%  | 50,90%    | 100%   |

| wykształcenie stan na 4. kwartał 2020, osoby powyżej 16 roku życia |        |         |        |        |
|                                                                    | podst. | średnie | wyższe | niezn. |
| osób                                                               | 2452   | 4302    | 4000   | 37     |
| %                                                                  | 22,72% | 39,86%  | 37,06% | 0,34%  |

## Edukacja
Według danych z 2020:
- liczba szkół podstawowych (norw. grunnskolar): 7
- liczba uczniów szkół podst.: 1962

## Władze gminy
Według danych na rok 2021 administratorem gminy (norw. rådmann) jest Carl-Jakob Midttun, natomiast burmistrzem (norw. ordfører, d. borgermester) jest Trond Hoseth.